# New Mexico Bowl
Le New Mexico Bowl (connu officiellement depuis 2011 comme le Gildan New Mexico Bowl en raison du sponsoring) est un match annuel d'après-saison régulière de football américain de niveau universitaire dont la première édition s'est tenue le 23 décembre 2006 au University Stadium à Albuquerque dans le Nouveau-Mexique.
Depuis sa création, le bowl est programmé pour être joué peu avant la Noël et est donc un des premiers à avoir lieu après la saison régulière.
La société Gildan (fabricant de vêtements) fut, en 2011, le premier sponsor du nom du bowl.
Le New Mexico Bowl de 2006 était le premier bowl à être joué au Nouveau-Mexique.
Le match de 2011 présente d'une part le plus grand nombre de points inscrits par les deux équipes lors du bowl (97 points au total) et d'autre part, le plus faible écart final enregistré à l'issue du bowl (1 point), l'équipe des Wildcats de l'Arizona gagnant en effet le match contre les Wolf Pack du Nevada 49 à 48 grâce à deux TD inscrits lors des 42 dernières secondes du match.
La dotation en 2022 pour le match est de 1 050 000 US$ par équipe.
ESPN est la chaîne de télévision qui retransmet le match depuis sa création. C'est le seul événement sportif annuel télévisé de l'État du Nouveau-Mexique.

## Liens avec les Conférences
De 2006 à 2010, le match a mis en présence une équipe de la conférence MWC (no 3 ou 4) à une équipe de la conférence WAC (no 3) .
En 2012 et 2013, le New Mexico Bowl fait se rencontrer une équipe de la conférence MWC et une équipe de la conférence Pac-12. Si une de ces conférences (ou les deux) n'a pas assez d'équipe éligible afin de fournir une équipe pour le bowl, elle est remplacée par une équipe choisie at-large parmi les autres conférences.
Avant la saison 2014, la Pac-12 est remplacée par la C-USA pour une durée de six saisons. Si une des deux conférence n'a pas d'équipe éligible à fournir, c'est une équipe choisie at-large parmi toutes les autres conférences qui sera invitée.

## Le Trophée du Bowl

Drapeau du Nouveau-Mexique avec le symbole Zia Pueblo

Le trophée du New Mexico Bowl est une poterie de 20 pouces de la tribu indigène Zia originaire de la région de Zia Pueblo dans le Nouveau-Mexique, (près de la ville de New Mexico). Cette poterie est recouverte de symboles indigènes, du logo du bowl, de joueurs de football américain, et des logos des équipes disputant le bowl. Le symbole Zia incorporé  dans le logo du bowl apparaît également dans le drapeau de l'État du Nouveau-Mexique. Les plus précieux trophées remis aux joueurs sont fabriquées à partir des boucliers de cuir traditionnel.

## Anciens logos
|  |  |  |  |  |
|  |  |  |  |  |

## Palmarès
(nombre de victoires-nombre de défaites) = statistiques de l'équipe au terme de la saison en ce y compris le résultat du bowl.
| Dates            | Vainqueurs            | Scores   | Finalistes              | Assistances | Conférences       | Notes     |
| ---------------- | --------------------- | -------- | ----------------------- | ----------- | ----------------- | --------- |
| 23 décembre 2006 | San Jose State (9-4)  | 20-12    | New Mexico (6-7)        | 34 111      | WAC - MWC         |           |
| 22 décembre 2007 | New Mexico (9-4)      | 23-0     | Nevada (6-7)            | 30 233      | MWC - WAC         |           |
| 20 décembre 2008 | Colorado State (7-6)  | 40-35    | Fresno State (7-6)      | 24 735      | MWC - WAC         |           |
| 19 décembre 2009 | Wyoming (7-6)         | 35(OT)28 | Fresno State (8-5)      | 24 898      | MWC - WAC         |           |
| 18 décembre 2010 | BYU (7-6)             | 52-24    | UTEP (6-7)              | 32 424      | MWC - C-USA       |           |
| 18 décembre 2011 | Temple (9-5)          | 37-15    | Wyoming (8-5)           | 25.762      | MAC - MWC         |           |
| 15 décembre 2012 | Arizona (8-5)         | 48-47    | Nevada (7-6)            | 24 610      | Pac-12 - MWC      |           |
| 21 décembre 2013 | Colorado State (8-6)  | 48-45    | Washington State (6-7)  | 27 104      | MWC - Pac-12      |           |
| 20 décembre 2014 | Utah State (10-4)     | 21-06    | UTEP (7-6)              | 28 725      | MWC - C.USA       | Note      |
| 19 décembre 2015 | Arizona (7-6)         | 45-37    | New Mexico (7-6)        | 30 289      | Pac-12 - MWC      | Note      |
| 17 décembre 2016 | New Mexico (8-4)      | 23-20    | UTSA (6-6)              | 29 688      | MWC - C-USA       | Note      |
| 16 décembre 2017 | Marshall (7-5)        | 31-28    | Colorado State (7-5)    | 26 087      | C-USA - MWC       | Note      |
| 15 décembre 2018 | Utah State (10-2)     | 52-13    | North Texas (9-3)       | 25 387      | MWC - C-USA       | Note      |
| 21 décembre 2019 | San Diego State (9-3) | 48-11    | Central Michigan (8-5)  | 18 823      | MWC - MAC         | Note      |
| 24 décembre 2020 | Hawaï (4-4)           | 28-14    | Houston (3-4)           | 2 060       | MWC - AAC         | Note      |
| 18 décembre 2021 | Fresno State (9-3)    | 31 - 24  | UTEP (7-5)              | 16 422      | MWC - C-USA       | Note (en) |
| 17 décembre 2022 | BYU (7-5)             | 24 - 23  | Mustangs de SMU (7-5)   | 22 209      | Ind. - AAC        | Note      |
| 16 décembre 2023 | Fresno State (8-4)    | 37 - 10  | New Mexico State (10-4) | 30 822      | MWC - C-USA       | Note (en) |
| 28 décembre 2024 | TCU (8-4)             | 34 - 03  | Louisiana (10-3)        | 22 827      | Big 12 - Sun Belt | Note      |

## Meilleurs Joueurs du Bowl (MVPs)
| Saisons | Meilleurs joueurs offensifs | Meilleurs joueurs offensifs | Meilleurs joueurs offensifs | Meilleur joueurs défensifs | Meilleur joueurs défensifs | Meilleur joueurs défensifs |
| ------- | --------------------------- | --------------------------- | --------------------------- | -------------------------- | -------------------------- | -------------------------- |
| Saisons | Joueurs                     | Équipes                     | Postes                      | Joueurs                    | Équipes                    | Postes                     |
| 2006    | James Jones                 | San José State              | WR                          | Matt Castelo               | San José State             | LB                         |
| 2007    | Donovan Porterie            | New Mexico                  | QB                          | Brett Madsen               | New Mexico                 | LB                         |
| 2008    | Gartrell Johnson            | Colorado State              | RB                          | Tommie Hill                | Colorado State             | DE                         |
| 2009    | Austyn Carta-Samuels        | Wyoming                     | QB                          | Mitch Unrein               | Wyoming                    | DE                         |
| 2010    | Jake Heaps                  | BYU                         | QB                          | Andrew Rich                | BYU                        | FS                         |
| 2011    | Chris Coyer                 | Temple                      | QB                          | Tahir Whitehead            | Temple                     | LB                         |
| 2012    | Matt Scott                  | Arizona                     | QB                          | Marquis Flowers            | Arizona                    | LB                         |
| 2013    | Connor Halliday             | Washington State            | QB                          | Shaquil Barrett            | Colorado State             | DE                         |
| 2014    | Kent Myers                  | Utah State                  | QB                          | Zach Vigil                 | Utah State                 | LB                         |
| 2015    | Anu Solomon                 | Arizona                     | QB                          | Scooby Wright III          | Arizona                    | LB                         |
| 2016    | Lamar Jordan                | New Mexico                  | QB                          | Dakota Cox                 | New Mexico                 | LB                         |
| 2017    | Tyre Brady                  | Marshall                    | WR                          | Channing Hames             | Marshall                   | LB                         |
| 2018    | Jordan Love                 | Utah State                  | QB                          | DJ Williams                | Utah State                 | DB                         |
| 2019    | Jordan Byrd                 | San Diego State             | RB                          | Kyahva Tezino              | San Diego State            | LB                         |
| 2019    | Jesse Matthews              | San Diego State             | WR                          | Kyahva Tezino              | San Diego State            | LB                         |
| 2020    | Calvin Turner               | Hawaï                       | WR                          | Darius Muasau              | Hawaï                      | LB                         |
| 2021    | Jordan Mims                 | Fresno State                | RB                          | Elijah Gates               | Fresno State               | DB                         |
| 2022    | Sol-Jay Maiava-Peters       | BYU                         | QB                          | Ben Bywater                | BYU                        | LB                         |
| 2023    | Mikey Keene                 | Fresno State                | QB                          | Levelle Bailey             | Fresno State               | LB                         |
| 2024    | Josh Hoover                 | TCU                         | QB                          | Devean Deal                | TCU                        | LB                         |

## Statistiques par Équipes
Dernière mise à jour le : 28 décembre 2024
| Rang | Équipes          | Apparitions | G-(N)-P |
| ---- | ---------------- | ----------- | ------- |
| 1    | Nouveau-Mexique  | 4           | 2-2     |
| 1    | Fresno State     | 4           | 2-2     |
| 3    | Colorado State   | 3           | 2-1     |
| 4    | Arizona          | 2           | 2-0     |
| 4    | BYU              | 2           | 2-0     |
| 4    | Utah State       | 2           | 2-0     |
| 7    | Wyoming          | 2           | 1-1     |
| 8    | Hawaï            | 1           | 1-0     |
| 8    | San Diego State  | 1           | 1-0     |
| 8    | San Jose State   | 1           | 1-0     |
| 8    | TCU              | 1           | 1-0     |
| 8    | Temple           | 1           | 1-0     |
| 12   | Washington State | 1           | 0-1     |
| 12   | Central Michigan | 1           | 0-1     |
| 12   | Houston          | 1           | 0-1     |
| 12   | Louisiana        | 1           | 0-1     |
| 12   | SMU              | 1           | 0-1     |
| 12   | New Mexico State | 1           | 0-1     |
| 12   | UTSA             | 1           | 0-1     |
| 12   | North Texas      | 1           | 0-1     |
| 19   | Nevada           | 2           | 0-2     |
| 20   | UTEP             | 3           | 0-3     |

## Statistiques par Conférences
Dernière mise à jour le : 28 décembre 2024
| Conférences | Gagnés | Perdus | %    |
| ----------- | ------ | ------ | ---- |
| MWC         | 13     | 4      | 76,5 |
| MAC         | 1      | 1      | 50,0 |
| Pac-12      | 2      | 1      | 50,0 |
| WAC         | 1      | 3      | 25,0 |
| C-USA       | 1      | 6      | 14,3 |
| Big 12      | 1      | 0      | 100  |
| AAC         | 1      | 0      | 100  |
| Ind.        | 1      | 0      | 100  |
| Sun Belt    | 0      | 1      | 0    |

## Records
Dernière mise à jour le : 28 décembre 2024
| Équipes                                                       | Nb. | Opposants                              | Saisons |
| ------------------------------------------------------------- | --- | -------------------------------------- | ------- |
| Plus grand nombre de points marqués                           | 52  | BYU contre UTEP                        | 2010    |
| Plus grand nombre de points marqués                           | 52  | Utah State contre North Texas          | 2018    |
| Plus petit nombre de points concédés                          | 0   | New Mexico contre Nevada               | 2007    |
| Plus grand nombre de points marqués au total des deux équipes | 97  | Nevada contre Arizona                  | 2012    |
| Plus grande marge de points                                   | 39  | Utah State contre North Texas          | 2018    |
| Plus petite marge de points                                   | 1   | Arizona contre Nevada                  | 2012    |
| First downs                                                   | 39  | Nevada contre Arizona                  | 2012    |
| Plus grand nombre de yards à la course                        | 404 | Nevada contre Arizona                  | 2012    |
| Plus grand nombre de yards à la passe                         | 410 | Washington State contre Colorado State | 2013    |
| Plus grand nombre total de yards pour une équipe              | 659 | Nevada contre Arizona                  | 2012    |
| Individualités                                                | Nb. | Joueurs, Équipes                       | Saisons |
| Plus grand nombre de points marqués                           | 18  | Cody Hoffman de BYU                    | 2010    |
| Plus grand nombre de points marqués                           | 18  | Kapri Bibbs de Colorado State          | 2013    |
| Plus grand nombre de points marqués                           | 18  | Jared Baker de Arizona                 | 2015    |
| Plus grand nombre de points marqués                           | 18  | Lamar Jordan de New Mexico             | 2015    |
| Plus grand nombre de TD à la passe                            | 6   | Connor Halliday, Washington State      | 2013    |
| Plus grand nombre de yards à la course                        | 285 | Gartrell Johnson, Colorado State       | 2008    |
| Plus grand nombre de yards à la passe                         | 410 | Connor Halliday, Washington State      | 2013    |
| Plus grand nombre de yards en réception                       | 182 | Cayleb Jones, Arizona                  | 2015    |